# Burgerberaad
Met een burgerberaad helpen inwoners hun volksvertegenwoordiging  om beslissingen te nemen over complexe - vaak polariserende - onderwerpen. Een door loting samengestelde groep burgers doet, op basis van uitgebreide informatie en overleg, aanbevelingen over beleid.
De deelnemers aan een burgerberaad vormen een dwarsdoorsnede van de samenleving. De uitkomst van een burgerberaad is een gezamenlijk besluit of een set aanbevelingen die door de vraagsteller – meestal de politiek  – wordt gebruikt om besluiten te nemen. Een burgerberaad is een aanvulling op de representatieve democratie. Het is een vorm van deliberatieve democratie. In het woord burgerberaad ligt de nadruk op de onderlinge beraadslaging door de deelnemers. In Nederland geeft de overheid de voorkeur aan de term burgerforum. In sommige andere landen is Citizens' Assembly de meest voorkomende term.

## Samenstelling
In een burgerberaad zitten ongeveer evenveel vrouwen als mannen, de leeftijdsopbouw weerspiegelt die van de samenleving, er zitten veel mensen in met een praktische opleiding, wat minder met een universitaire opleiding, en ze komen zowel uit dorp als stad. Dit zijn de categorieën waarop bij de gestratificeerde loting wordt geselecteerd. Afhankelijk van de vraagstelling kunnen andere categorieën worden gebruikt. De verdeling tussen de categorieën in de populatie moet bekend zijn uit wetenschappelijk onderzoek of uit een volkstelling. Uit het bevolkingsregister wordt een groot aantal personen door aselecte steekproef geselecteerd en uitgenodigd om deel te nemen, waarbij hen wordt gevraagd naar de gegevens die nodig zijn voor de indeling categorieën. Uit de geïnteresseerden wordt de gestratificeerde loting uitgevoerd.
In de praktijk kan de samenstelling op enigszins afwijkende manieren plaatsvinden.

## Geschiedenis
In Nederland werd in 2006 het eerste nationale burgerberaad gehouden met als vraag wat het beste kiesstelsel is voor de Tweede Kamer, het Burgerforum Kiesstelsel.
In België werd op 11 november 2011 onder de naam G1000 een nationale Burgertop georganiseerd als een burgerinitiatief zonder parlementaire vraagstelling. Een jaar later verscheen het eindrapport.
De G1000 in België werd in 2014 in Nederland opgevolgd door een 'G1000' in Amersfoort en vervolgens in diverse andere gemeenten.
In 2021 maakten de Transitiemotor en het Bureau Burgerberaad onder leiding van Eva Rovers een manifest en een petitie met als doel dat regering en parlement een Burgerberaad Klimaat en Milieu zouden beginnen. Ter uitvoering van een motie van het kamerlid Agnes Mulder vroeg de regering advies over het betrekken van burgers bij het klimaatbeleid aan een commissie onder leiding van Alex Brenninkmeijer, dat in maart 2021 verscheen.